# Crossotus freoides
Crossotus freoides är en skalbaggsart som beskrevs av Stefan von Breuning 1938. Crossotus freoides ingår i släktet Crossotus och familjen långhorningar.
Artens utbredningsområde är Kenya. Inga underarter finns listade i Catalogue of Life.